# Generalidade Valenciana

Logo da Generalitat Valenciana

A Generalidade Valenciana (em valenciano Generalitat Valenciana) é «o conjunto de instituições de autogoverno» da Comunidade Valenciana, na Espanha. O nome oficial, que tem desde a última redacção do Estatuto de Autonomia no ano de 2006, é simplesmente Generalitat, substituindo a dupla denominação anterior: Generalitat Valenciana (ambos os termos continuam a ser empregues no âmbito social para distingui-la da Generalidade da Catalunha).
Dela fazem parte as Cortes Valencianas, o presidente e o governo valenciano. São também instituições da Generalitat a Sindicatura de Contas, o Síndico de Queixas, o Conselho Valenciano de Cultura, a Academia Valenciana da Língua, o Conselho Jurídico-Consultivo e o Comité Económico e Social da Comunidade Valenciana.
A Generalitat Valenciana actual estabeleceu-se em 1982, depois de ter sido aprovado o correspondente Estatuto de Autonomia.

## História

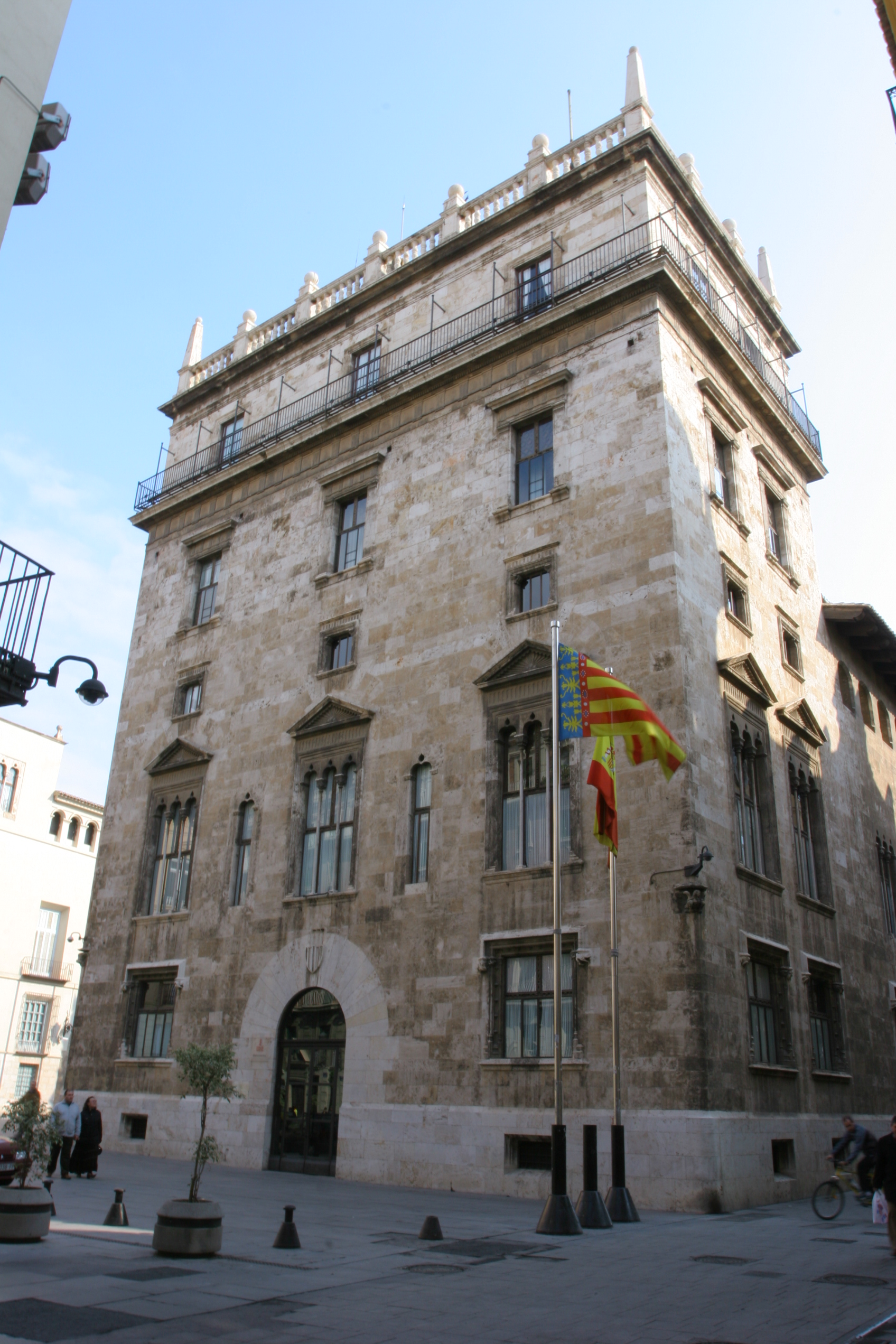
Palácio da Generalitat, sede da Presidência.

As Cortes Valencianas do ano de 1418 criam o Conselho Geral (por antonomásia, Generalitat), com uma duração dos cargos de três anos, tendo uma função executiva e administrativa, como seria agora o Governo.
As cortes de 1510 reorganizaram a designação dos cargos da Generalitat, num sentido mais automático e menos electivo. Com esta estrutura institucionalizou-se este organismo, durante a idade moderna, até à sua extinção total, em 1709, como consequência da Guerra de Sucessão Espanhola e conseguinte derrogação dos Fueros mediante os Decretos do Novo Plano.
Em 1982, com o primeiro Estatuto de Autonomia da Comunidade Valenciana, adoptou-se o nome de Generalitat Valenciana para denominar as novas instituições do governo autonómico, ainda que se tratasse de um organismo totalmente diferente do seu homónimo medieval.

## Instituições
As principais instituições da Generalitat são:
- As Cortes Valencianas (Corts Valencianes ou Corts)
- A Presidência (President)
- O Governo valenciano e os seus conselhos autonómicos (Consell)
- O Síndico de Queixas (equivalente à Provedor de Justiça) (Síndic de Greuges)
- A Sindicatura de Contas (Sindicatura de Comptes)
- O Conselho Jurídico-Consultivo (Consell Jurídic Consultiu)
- O Comité Económico e Social (Comité Econòmic i Social)
- O Conselho Valenciano da Cultura (Consell Valencià de Cultura)
- A Academia Valenciana da Língua (Acadèmia Valenciana de la Llengua)

## Localidade
A Generalitat tem a sua sede localizada na cidade de Valência, no Palácio da Generalitat, mas as suas instituições podem estabelecer-se em qualquer parte da Comunidade.
As Cortes têm a sua sede na cidade de Valência, no Palácio de Benicarló.